# یواس‌اس اکاسیا (۱۸۶۳)
یواس‌اس اکاسیا (۱۸۶۳) (به انگلیسی: USS Acacia (1863)) یک کشتی بود که طول آن ۱۲۵ فوت (۳۸ متر) بود. این کشتی در سال ۱۸۶۳ ساخته شد.